# Gabriel Ripstein
Gabriel Ripstein (Ciudad de México, 1972) es un productor, director, editor y guionista cinematográfico mexicano. Ha participado en nueve largometrajes (incluidos dos dirigidos por su padre, el director mexicano Arturo Ripstein) desde 1999. Dos de sus producciones compitieron por la Palma de Oro en el Festival de Cine de Cannes: El coronel no tiene quién le escriba y Chronic. También escribió los guiones de Amor a primera visa, Compadres y Busco novio para mi mujer.
Debutó como director en 2015 con 600 Millas, protagonizada por Tim Roth y Kristyan Ferrer, la cual recibió el Premio a la Mejor Ópera Prima en el 65.º Festival Internacional de Cine de Berlín. La película recibió buenas críticas y fue seleccionada para representar a México en la 88.ª edición de los Premios Óscar a la Mejor Película en Lengua Extranjera, así mismo recibió cinco nominaciones a la 58.ª edición de los Premios Ariel, incluyendo Mejor Película, Mejor Director y Mejor Guion Original, ganando esta última.

## Primeros años
Nació en 1972 en la Ciudad de México, hijo del director de cine Arturo Ripstein; su abuelo fue el productor cinematográfico Alfredo Ripstein. Es licenciado en economía por el Instituto Tecnológico Autónomo de México (ITAM) y tiene una maestría en administración de medios por la Columbia Business School. Posteriormente, dirigió la unidad de producción cinematográfica en idioma local de México para Sony Pictures Entertainment y fue nombrado vicepresidente sénior del Grupo de Producción Cinematográfica Internacional de Sony Pictures Entertainment.

## Carrera

### ProduciendoEl Coronel No Tiene Quien Le EscribayLa Perdición de los Hombres
Debutó como productor en 1999 con la adaptación cinematográfica de El coronel no tiene quién le escriba del novelista Gabriel García Márquez, sobre un coronel retirado que espera 27 años su pensión. La película, dirigida por su padre a partir de un guion de su madre, fue protagonizada por Fernando Luján, Salma Hayek y Marisa Paredes. Dicho filme representó a México en la 72.ª edición de los Premios Óscar a la Mejor Película en Lengua Extranjera, y compitió por la Palma de Oro en el Festival de Cine de Cannes de 1999.
Con un presupuesto de 3 millones de dólares, El coronel no tiene quién le escriba fue un éxito de crítica y taquilla. El crítico de Variety, Leonardo García Tsao, calificó la película como una "adaptación profundamente conmovedora", lo que confirma "la posición de Ripstein como el autor más importante de México". Recaudó 83 millones de dólares a nivel internacional, en ese momento la película latina más taquillera de la historia. En 2000, produjo La perdición de los hombres, otra película dirigida por su padre y escrita por Paz Alicia Garciadiego. Según Matías Meyer de Nexos, se estrenó durante un período seco para las películas mexicanas y fue un éxito de taquilla y crítica internacional. Meyer citó la película, junto con Amores perros, Y tu mamá también, El crimen del padre Amaro, Japón y Nicotina, como ejemplos de la "enorme riqueza visual y temática del país". David Rooney de Variety la llamó "una experiencia única y entretenida".

### EscribiendoAmor a Primera Visay produciendoEl Crimen del Cácaro Gumaro
En 2013, Georgina Riedel, Issa López y Oscar Orlando Torres escribieron el guion de Amor a Primera Visa, protagonizada por Jaime Camil y Omar Chaparro.  En la película, Camil es un mariachi ansioso por obtener una visa estadounidense para él y su hija, y se enamora de una funcionaria de la embajada (Laura Ramsey). El guion fue descrito por el crítico de la revista de cine mexicana Cine Premiere, Fran Hevia, como "falto de sustancia", en una película demasiado larga con "la fórmula clásica de 'él la engaña, se enamoran, ella descubre el engaño, él intenta recuperarla'. Amor a Primera Visa recaudó $7 millones en México y $5 millones en Estados Unidos. Posteriormente produjo, El Crimen del Cácaro Gumaro la cual se estrenó en 2014 y recaudó $4 millones en México. Recibió críticas mixtas y fue la octava película mexicana más popular del año en ese país.

### Debut como director con600 Millas

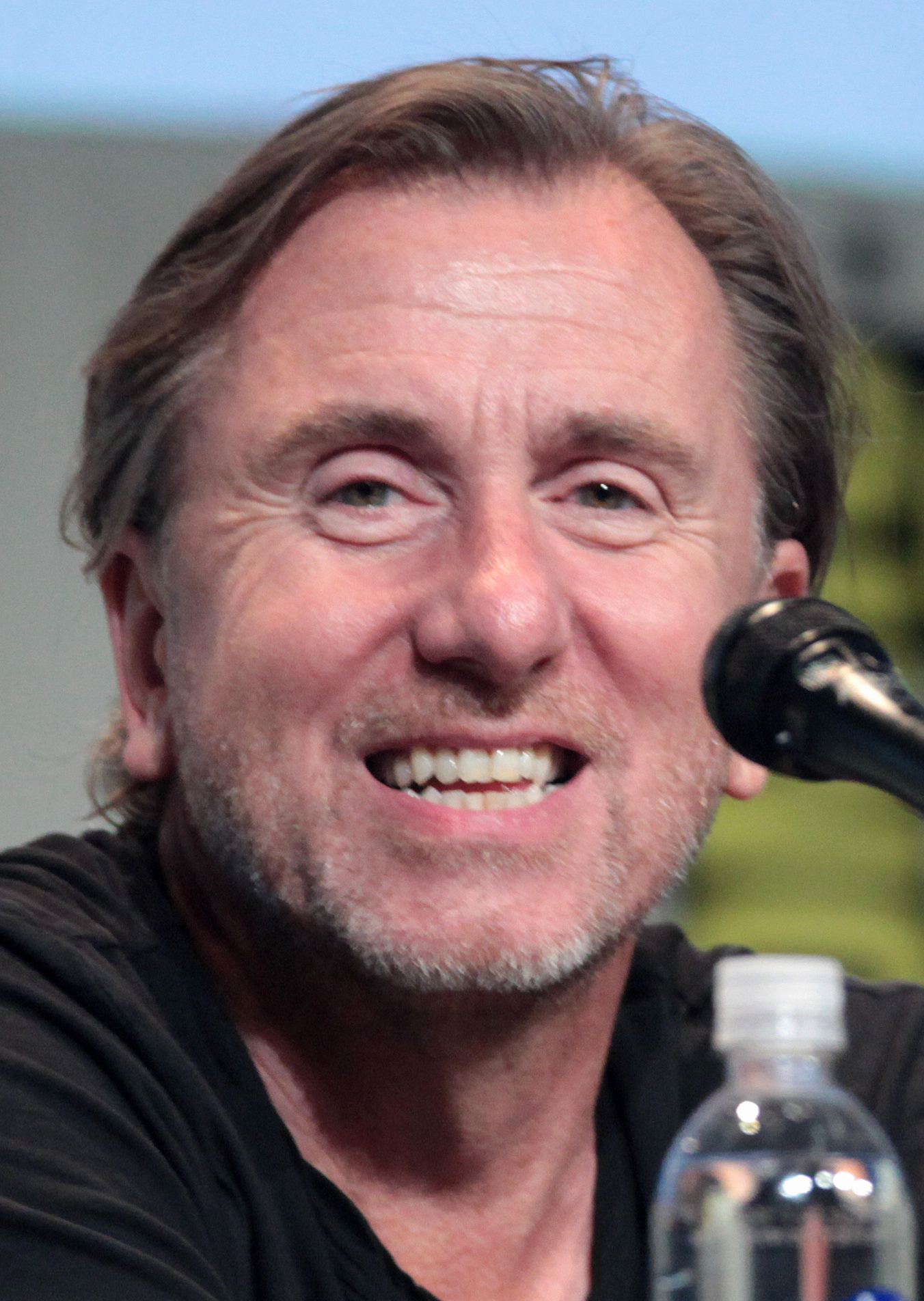
El actor británico Tim Roth protagonizó 600 Millas, dirigida por Ripstein.

Debutó como director en 2015 con 600 Millas, produciendo la película junto al director mexicano Michel Franco. El guion, de Ripstein e Issa López, se inspiró en el escándalo de tráfico de armas de la ATF. En la película, el contrabandista de armas Arnulfo Rubio (Kristyan Ferrer) trabaja para un cártel mexicano. El agente de la ATF Hank Harris (Tim Roth), quien intenta arrestarlo, es secuestrado por Rubio para entregarlo a sus jefes; durante el 600 millas (965,6 km), se hicieron amigos. Ripstein quería centrar la historia en los dos personajes, en lugar de expandirlo para incluir a los líderes del cártel. 600 Millas se estrenó en la Sección Panorama del 65.º Festival Internacional de Cine de Berlín, donde ganó el premio a la Mejor Ópera Prima (el segundo premio consecutivo para una película mexicana; Güeros de Alonso Ruizpalacios lo ganó el año anterior). Dedicó el premio a su hijo, "quien seguramente será la cuarta generación de nuestra familia en hacer películas porque le encanta".
600 Millas se estrenó en 150 pantallas en México el 4 de diciembre de 2015 y fue seleccionada para representar al país en la 88.ª edición de los Premios Óscar en la categoría de Mejor Película de Habla No Inglesa. Sobre el proceso de recibir una nominación al Óscar, comentó: «Se requiere mucha presión; desafortunadamente, la calidad de la película no siempre es decisiva».
El sitio web de reseñas Rotten Tomatoes reportó un índice de aprobación del 92% basado en 24 reseñas, con una calificación promedio de 7.7 sobre 10. Según Peter Debruge de Variety, «Ripstein permite que largos tramos transcurran casi en silencio, dejando que la tensión aumente gradualmente a medida que el todoterreno se adentra más al sur, adentrándose en territorio potencialmente peligroso». Andrew Pulver de The Guardian le otorgó a 600 Millas tres estrellas de cinco, elogiando la actuación de Roth y calificándola de «una película bastante emprendedora, que construye sutilmente su relación de poder sin perder el control de la tensión básica».
En 2016, 600 Millas recibió 13 nominaciones a la 58.ª edición de los Premios Ariel. Ripstein recibió cinco, incluyendo Mejor Película, Mejor Director, Mejor Guion Original (con López), Mejor Montaje (con Santiago Pérez Rocha), y ganó el premio a Mejor Ópera Prima. También ganó el premio a Mejor Ópera Prima y fue nominado a Mejor Director en los Premios Diosas de Plata de 2016 en México.

### Producción deChronic,From Afary escritura de películas dirigidas por Enrique Begne
Junto a Moisés Zonana y Michel Franco produjeron Chronic (2015). La película compitió por la Palma de Oro y recibió el Premio al Mejor Guion en el Festival de Cine de Cannes de 2015, se proyectó fuera de competencia en el Festival Internacional de Cine de San Sebastián y fue nominada a Mejor Película en los Premios Independent Spirit de 2016. Chronic se estrenó en los cines mexicanos el 8 de abril de 2016; al final de su primera semana, estaba entre las diez películas más vistas del país. Ripstein, Franco, Lorenzo Vigas, Guillermo Arriaga, Rodolfo Cova y Édgar Ramírez produjeron From Afar, una película dirigida por Vigas que ganó el León de Oro en el 72.º Festival Internacional de Cine de Venecia y se proyectó en el 13.º Festival Internacional de Cine de Morelia.
En 2016, se estrenaron dos películas escritas por Ripstein y dirigidas por Enrique Begne. Compadres, protagonizada por Omar Chaparro y Erick Elías y coescrita por Ted Perkins, la cual recibió críticas generalmente negativas; Rotten Tomatoes informó una calificación de aprobación del 33 por ciento basada en 15 reseñas, con un promedio de calificación de 4.4 sobre 10. Metacritic, que asigna un promedio ponderado a las reseñas críticas, le dio a la película una puntuación de 28 sobre 100 basada en cinco reseñas. La segunda película, Busco novio para mi mujer, fue adaptada por Risptein y Pablo Solariz de la película argentina Un novio para mi mujer (2008) y protagonizada por Sandra Echeverría, Arath de la Torre y Jesús Ochoa. Ripstein fue elogiado por Claudia Blix del Ruiz-Healy Times por su versatilidad al escribir drama y comedia. Arturo Magaña de Cine Premiere se mostró sorprendido por la participación de Ripstein en una comedia romántica después de 600 Millas y Chronic y escribió sobre la película: "Es una buena comedia romántica que sigue las reglas del género, es entretenida y tiene personajes bien estructurados".

## Filmografía
| Año  | Película                                 | Director | Productor | Escritor | Notas                                                           |
| ---- | ---------------------------------------- | -------- | --------- | -------- | --------------------------------------------------------------- |
| 1999 | El Coronel No Tiene Quién Le Escriba     |          | Sí        |          |                                                                 |
| 2000 | La perdición de los hombres              |          | Sí        |          |                                                                 |
| 2013 | Amor a Primera Visa                      |          |           | Sí       |                                                                 |
| 2014 | El Crimen del Cácaro Gumaro              |          | Sí        |          |                                                                 |
| 2014 | Princesa                                 |          | Sí        |          | Cortometraje                                                    |
| 2015 | Crónico                                  |          | Sí        |          |                                                                 |
| 2015 | Desde lejos                              |          | Sí        |          | productor ejecutivo                                             |
| 2015 | 600 Millas                               | Sí       | Sí        | Sí       |                                                                 |
| 2016 | Compañeros                               |          | Sí        |          |                                                                 |
| 2016 | Busco novio para mi mujer                |          |           | Sí       | Adaptado de la película argentina Un novio para mi mujer (2008) |
| 2016 | Narcos (serie de televisión)             | Sí       |           |          |                                                                 |
| 2018 | Un Extraño Enemigo (serie de televisión) | Sí       | Sí        | Sí       |                                                                 |
| 2018 | Aquí en la Tierra (serie de televisión)  | Sí       |           |          |                                                                 |